# Orange County Blue Star
Orange County Blue Star foi uma equipe de futebol profissional da cidade de Irvine, no estado americano da Califórnia.

## História
Fundado em 1997 como Orange County Zodiac, disputou a conferência do Pacífico da A-League (precursora da USL First Division, extinta em 2004), terminando em quinto lugar. Em 2000 trocou o nome para Orange County Waves, porém foi eliminado ainda na fase inicial.
Passou a utilizar o Blue Star em 2001, passando a conquistar resultados expresssivos -  entre 2001 e 2006, foram 5 presenças na semifinal da conferência do Pacífico. Na temporada 2003, o Blue Star contratou Jay Göppingen, que era o pseudônimo usado pelo veterano atacante Jürgen Klinsmann, de volta aos gramados após 4 anos de aposentadoria. Em 8 jogos, o Bombardeiro Dourado fez 5 gols. Klinsmann, que já estava morando na Califórnia desde que se retirou profissionalmente, jogava apenas por diversão e passava sua experiência aos jovens atletas do Blue Star.
Após não passar da fase inicial em 6 temporadas consecutivas, o clube fechou suas portas em 2012.

## Elenco da última temporada (2012)
Nota: Bandeiras indicam equipe nacional, conforme definido pelas regras de elegibilidade da FIFA. Os jogadores podem ter mais de uma nacionalidade não-FIFA.
| N.º |                | Posição | Jogador          |
| --- | -------------- | ------- | ---------------- |
| 0   | Estados Unidos | G       | Sam Chappell     |
| 1   | Estados Unidos | G       | Patrick McLain   |
| 2   | Estados Unidos | A       | David Ponce      |
| 3   | Estados Unidos | D       | Tyler Krumpe     |
| 4   | Estados Unidos | D       | Jimmy Turner     |
| 5   | Estados Unidos | D       | Joe Sofia        |
| 6   | Estados Unidos | D       | Patrick Matchett |
| 8   | Estados Unidos | M       | Phil Da Silva    |
| 9   | Estados Unidos | A       | Fernando Monge   |
| 12  | Estados Unidos | M       | Neil Anaya       |
| 13  | Estados Unidos | M       | William Lopez    |
| 14  | Estados Unidos | D       | Charlie Pettys   |
| 15  | Estados Unidos | M       | Andy Riemer      |
| 16  | Estados Unidos | D       | Ryan Lee         |
| 18  | Estados Unidos | M       | Blake Wise       |
| 19  | Estados Unidos | M       | Michael Sahagian |
| 20  | Estados Unidos | D       | Everett Pitts    |

| N.º |                | Posição | Jogador                |
| --- | -------------- | ------- | ---------------------- |
| 21  | Estados Unidos | M       | Christian Ramirez      |
| 22  | Estados Unidos | D       | Mitch Boland           |
| 23  | Estados Unidos | D       | Jon Spencer            |
| 24  | Estados Unidos | D       | Trevor Hubbard         |
| 25  | Estados Unidos | M       | Adrian Avila           |
| 26  | Estados Unidos | M       | Kovi Konowiecki        |
| 28  | Estados Unidos | G       | Kris Minton            |
| 29  | Estados Unidos | A       | Michael Shaddock       |
|     | Estados Unidos | M       | Steve Birnbaum         |
|     | Estados Unidos | D       | Ray Estrada            |
|     | Estados Unidos | M       | Jordan Gafa            |
|     | Estados Unidos | M       | Elijah Galbraith-Knapp |
|     | Estados Unidos | D       | Wesley Lucas           |
|     | Estados Unidos | M       | Alec Sundly            |
|     | Estados Unidos | D       | Daniel Vigil           |
|     | Estados Unidos | G       | William Whiddon        |

## Jogadores de destaque
| - Calen Carr - Conor Chinn - Ryan Coiner - Cameron Dunn - Eric Ebert - Michael Enfield - Michael Erush - Brad Evans - Michael Farfan - Irving Garcia | - Adolfo Gregorio - Leonard Griffin - Anthony Hamilton - Jordan Harvey - Nick Hatzke - Kamani Hill - Chandler Hoffman - Kei Kamara - Dan Kennedy - Jürgen Klinsmann | - Gordon Kljestan - Sacha Kljestan - Mike Littman - Tony Lochhead - Drew McAthy - Noah Merl - Orlando Perez - Charley Pettys - Christian Ramirez - Robbie Rogers | - David Sias - A. J. Soares - Joe Sofia - Matt Taylor - Nick Theslof - Tyson Wahl - Martín Vásquez - Amani Walker - Sal Zizzo - Steve Patterson |